# Leucoma salicis
Leucoma salicis là một loài bướm đêm thuộc họ Erebidae. Loài này được Linnaeus miêu tả khoa học đầu tiên năm 1758.
Loài này có ở châu Âu. Sải cánh từ 37–50 mm. Loài bướm này bay từ tháng 6 tới tháng 8. Đây là loài gây hại của các cây trong chi Betula, phát triển phổ biến ở Mông Cổ.
Ấu trùng ăn các loài Salix và Populus.

## Hình ảnh

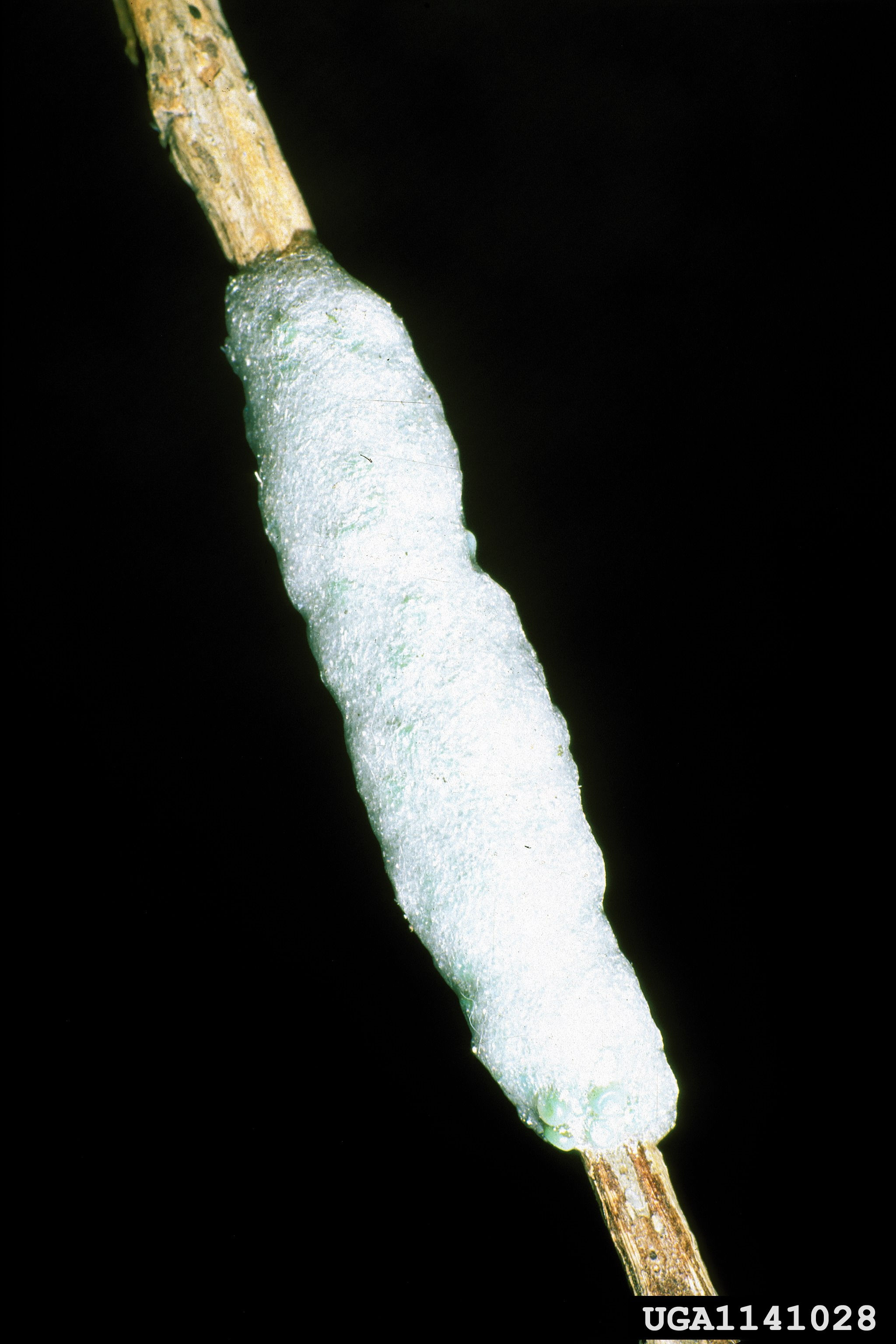
Trứng
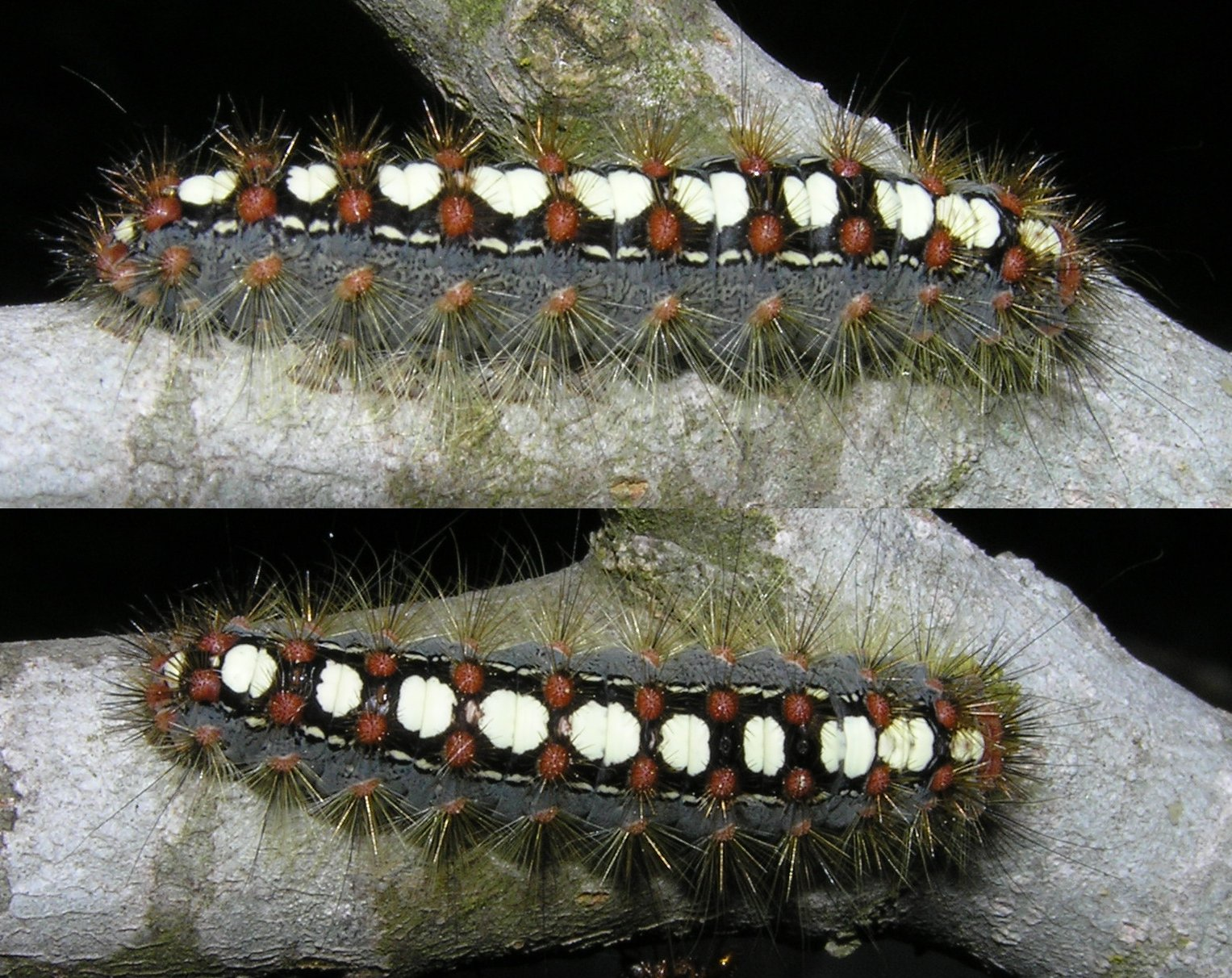
Sâu bướm
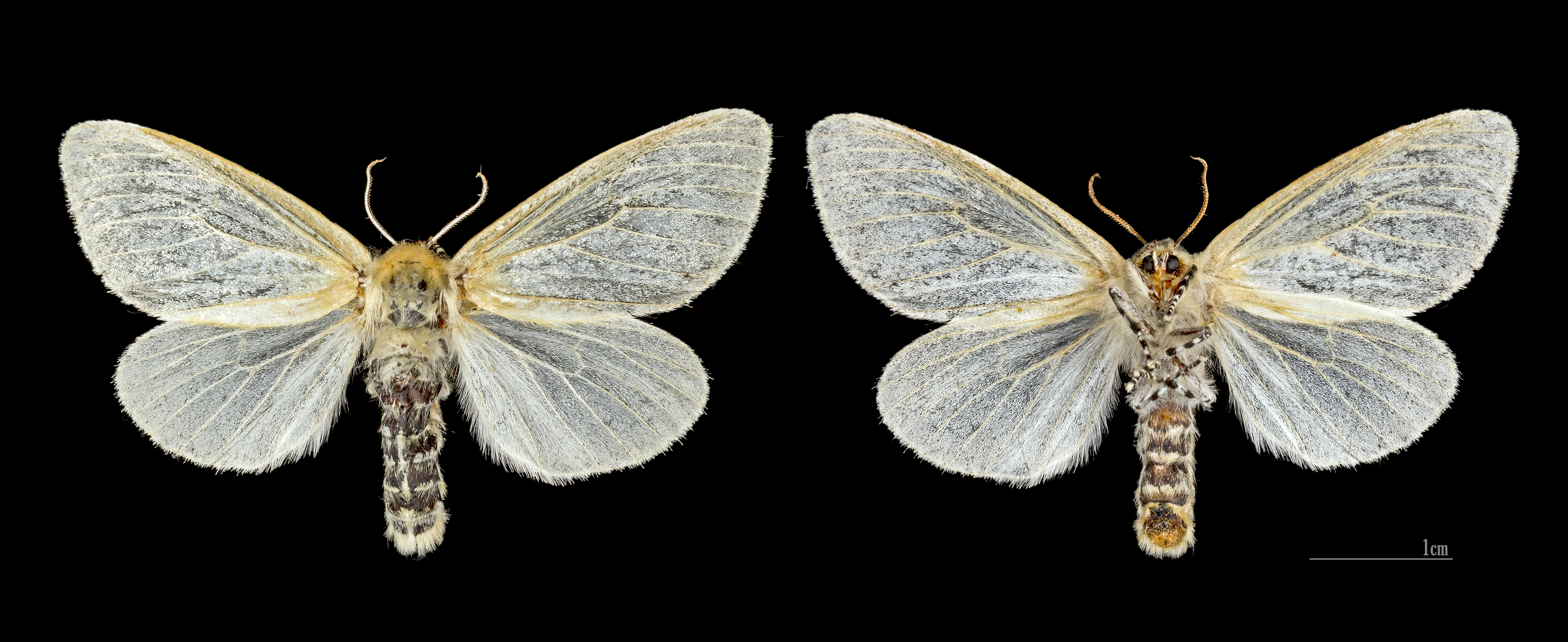
♀
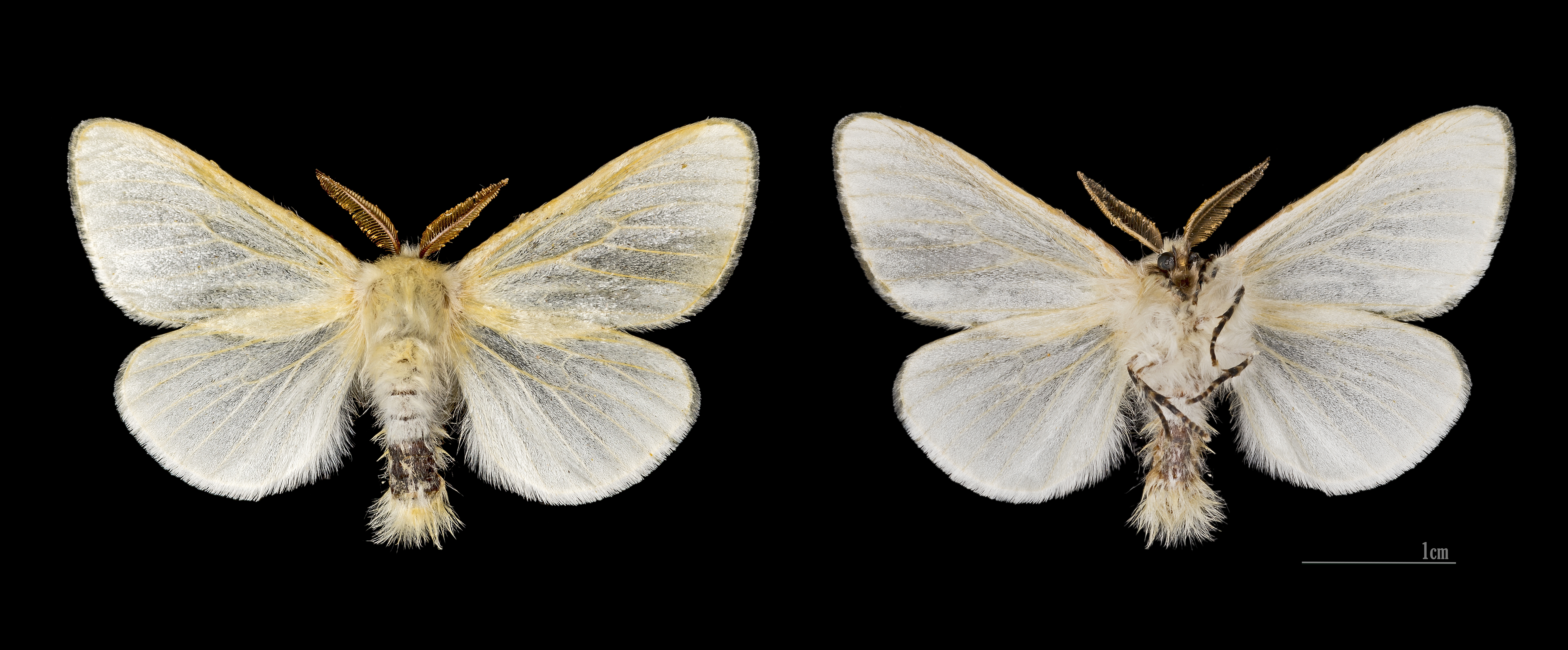
♂